# ニューマーケット (オンタリオ州)
ニューマーケット（英: Newmarket）は、カナダのオンタリオ州ヨーク地域の町である。グレータートロントの一部であり、人口は約8万4千人。ヨーク地域の政庁が置かれている。
トロントのダウンタウンから約60 km北方に位置する。南をオーロラに接しており、北をイースト・グウィリンベリーに接している。

## 気候
トロントから北に60 ㎞に位置していることから、より寒さが厳しく平均気温が低くなっている。
| ニューマーケットの気候 | ニューマーケットの気候 | ニューマーケットの気候 | ニューマーケットの気候 | ニューマーケットの気候 | ニューマーケットの気候 | ニューマーケットの気候 | ニューマーケットの気候 | ニューマーケットの気候 | ニューマーケットの気候 | ニューマーケットの気候 | ニューマーケットの気候 | ニューマーケットの気候 | ニューマーケットの気候 |
| 月                     | 1月                    | 2月                    | 3月                    | 4月                    | 5月                    | 6月                    | 7月                    | 8月                    | 9月                    | 10月                   | 11月                   | 12月                   | 年                     |
| ---------------------- | ---------------------- | ---------------------- | ---------------------- | ---------------------- | ---------------------- | ---------------------- | ---------------------- | ---------------------- | ---------------------- | ---------------------- | ---------------------- | ---------------------- | ---------------------- |
| 平均最高気温 °C （°F） | −3 (27)                | −2 (28)                | 3 (37)                 | 11 (52)                | 19 (66)                | 24 (75)                | 27 (81)                | 26 (79)                | 21 (70)                | 14 (57)                | 7 (45)                 | 0 (32)                 | 12.25 (54.05)          |
| 日平均気温 °C （°F）   | −7 (19)                | −6 (21)                | −1 (30)                | 7 (45)                 | 13 (55)                | 18 (64)                | 22 (72)                | 21 (70)                | 16 (61)                | 10 (50)                | 4 (39)                 | −3 (27)                | 8 (46)                 |
| 平均最低気温 °C （°F） | −11 (12)               | −10 (14)               | −4 (25)                | 1 (34)                 | 7 (45)                 | 12 (54)                | 16 (61)                | 14 (57)                | 11 (52)                | 5 (41)                 | 0 (32)                 | −7 (19)                | 3 (37)                 |
| 降水量 mm （inch）     | 42.4 (1.669)           | 48.3 (1.902)           | 58.4 (2.299)           | 68.6 (2.701)           | 61.0 (2.402)           | 76.2 (3)               | 71.1 (2.799)           | 76.2 (3)               | 68.6 (2.701)           | 63.5 (2.5)             | 68.6 (2.701)           | 64.2 (2.528)           | 767.1 (30.201)         |
| 出典：Weather.com      |                        |                        |                        |                        |                        |                        |                        |                        |                        |                        |                        |                        |                        |

## 人口動態
2016年国勢調査によれば、町の人口は84,224人だった。ヨーク地域開発計画局は、2026年までに98,000人の人口を見込んでいる。ニューマーケットの人口密度は、1平方キロメートルに2000人以上の住民がおり、カナダで33番、オンタリオ州で3番目にランクされる。
2011年国勢調査によると、英語を母語とするニューマーケットの住民は77.4%である。また、イタリア語を母語とするのは住民の1.8%で、これに次いでフランス語が1.4%、ロシア語及びスペイン語がそれぞれ1.3%と続く。
2005年には、ニューマーケットの平均世帯収入が、州の同年の平均$77,967.00を大幅に超えた$96,680.00であった。

## 交通

### 鉄道
- GOトランジット（バリー線）

### 高速道路
- 400番台オンタリオ・ハイウェイ
  - ハイウェイ404号線 （Highway 404）

### バス
- ヨーク地域交通局（York Region Transit）
- VIVA：バス・ラピッド・トランジット

## 著名な住民及び出身者
- ジム・キャリー - コメディアン/俳優[9]
- ジョン・キャンディ - コメディアン/俳優
- ディット・クラッパー - アイスホッケー選手
- カーロス・ニュートン - 元UFC世界ウェルター級王者
- ピート・オーア - 元オリンピック選手、フィラデルフィア・フィリーズ所属